# 小林哲夫 (会計学者)
小林 哲夫（こばやし てつお、1935年9月 - ）は、日本の会計学者。原価計算、管理会計が専門。神戸大学における管理会計学・原価計算論講座の溝口一雄の門下。後輩に谷武幸ら。

## 経歴
- 1958年3月 神戸大学経営学部卒業
- 1958年4月 神戸大学経済経営研究所助手
- 1960年3月 神戸大学大学院経営学研究科修了
- 1964年4月 神戸大学経営学部専任講師
- 1966年4月 神戸大学経営学部助教授
- 1973年9月 著書『原価理論』により、経営学博士の学位を授与される。
- 1990年4月 神戸大学経営学部長
- 1997年10月 日本原価計算研究学会会長[1]
- 1999年4月 神戸大学名誉教授
- 1999年4月 桃山学院大学経営学部教授（2006年3月まで）
- 2006年4月 LCA大学院大学教授（現在に至る）
- 2014年4月 瑞宝中綬章受章[2]。

## 著書
- 『経営費用理論研究-近代理論展開の方向』 （神戸大学経済経営研究所 、1964年 ）
- 『原価理論-生産モデルおよび企業モデルにおけるコストビヘイビアーの分析』 （千倉書房 、1972年 ）
- 『業績管理原価計算』 （同文舘 、1974 ）
- 『原価計算-理論と計算例』 （中央経済社 、1983年 ）
- 『情報システムと組織変革-マトリックスによる企業計画システム』 （同文舘 、1992年）
- 『現代原価計算論-戦略的コスト・マネジメントへのアプローチ-』 （中央経済社,1993年 ）
- 『原価企画研究の課題』 （森山書店 、1996年 ）
- 『一般経営経済学第1巻 基本問題』 （森山書店 、1998年 ）
- 『一般経営経済学第2巻 管理』 （森山書店 、1999年 ）
- 『一般経営経済学第3巻 給付過程』 （森山書店 、2000年 ）
- 『（まなびの）入門会計学』（共著、中央経済社 、2002年 ）